# Іст-Гіллс (Нью-Йорк)
Іст-Гіллс (англ. East Hills) — селище (англ. village) в США, в окрузі Нассау штату Нью-Йорк. Населення — 7284 особи (2020).

## Географія
Іст-Гіллс розташований за координатами 40°47′45″ пн. ш. 73°37′45″ зх. д. / 40.79583° пн. ш. 73.62917° зх. д. (40.795822, -73.629223).  За даними Бюро перепису населення США в 2010 році селище мало площу 5,89 км², уся площа — суходіл.

## Демографія
Згідно з переписом 2010 року, у селищі мешкало 6955 осіб у 2252 домогосподарствах у складі 2021 родини. Густота населення становила 1182 особи/км².  Було 2301 помешкання (391/км²).
Расовий склад населення:
| - 89,8 % — білих - 7,4 % — азіатів - 0,9 % — чорних або афроамериканців |

До двох чи більше рас належало 1,3 %. Частка іспаномовних становила 2,2 % від усіх жителів.
За віковим діапазоном населення розподілялося таким чином: 29,6 % — особи молодші 18 років, 55,8 % — особи у віці 18—64 років, 14,6 % — особи у віці 65 років та старші. Медіана віку мешканця становила 43,6 року. На 100 осіб жіночої статі у селищі припадало 96,6 чоловіків;  на 100 жінок у віці від 18 років та старших — 92,3 чоловіків також старших 18 років.
Середній дохід на одне домашнє господарство  становив 225 957 доларів США (медіана — 163 710), а середній дохід на одну сім'ю — 245 947 доларів (медіана — 183 659). За межею бідності перебувало 4,3 % осіб, у тому числі 3,4 % дітей у віці до 18 років та 2,6 % осіб у віці 65 років та старших.
Цивільне працевлаштоване населення становило 3121 особа. Основні галузі зайнятості: освіта, охорона здоров'я та соціальна допомога — 26,9 %, фінанси, страхування та нерухомість — 18,8 %, науковці, спеціалісти, менеджери — 18,1 %.